# Idaea substraminata
Idaea substraminata är en fjärilsart som beskrevs av Louis Beethoven Prout 1913. Idaea substraminata ingår i släktet Idaea och familjen mätare. Inga underarter finns listade i Catalogue of Life.